# Beaucourt-sur-l'Hallue
Beaucourt-sur-l'Hallue is een gemeente in het Franse departement Somme (regio Hauts-de-France) en telt 234 inwoners (2005). De plaats maakt deel uit van het arrondissement Amiens.

## Geografie
De oppervlakte van Beaucourt-sur-l'Hallue bedraagt 5,5 km², de bevolkingsdichtheid is 42,5 inwoners per km².
De onderstaande kaart toont de ligging van Beaucourt-sur-l'Hallue met de belangrijkste infrastructuur en aangrenzende gemeenten.

## Demografie
Onderstaande figuur toont het verloop van het inwonertal (bron: INSEE-tellingen).